# Década de 930
Séculos: (Século IX - Século X - Século XI)
Décadas: 880 890 900 910 920 - 930 - 940 950 960 970 980
Anos: 930 - 931 - 932 - 933 - 934 - 935 - 936 - 937 - 938 - 939